# Ernie Brooks
Ernie Brooks est un musicien américain, bassiste et occasionnellement producteur.

## Biographie
Il a été le bassiste originel de The Modern Lovers de 1971 à 1974.
À la fin des années 1960, avec un de ses collègues étudiants de Harvard, Jerry Harrison, futur membre des Modern Lovers et de Talking Heads, il est membre de Albatross, puis de Catfish Black et finalement d'un groupe appelé The Eagles.
Il a été membre des Necessaries (en compagnie de Jesse Chamberlain futur membre du Red Crayola, d'Arthur Russell et d'Ed Toomey), du Jerry Harrison Band (Casual Gods, Rev It Up), a joué avec Arthur Russell (World Of Echo, Instrumentals, First Thought Best Thought), David Johansen (Ancien de The New York Dolls sur Here Comes The Night), avec le Love Of Life Orchestra de Peter Gordon (Maxi Love Of Life Orchestra, Extended Niceties), avec Peter Zummo, Laurie Anderson, avec Michel Bulteau (Rinçures), Rhys Chatham, et a poursuivi une longue collaboration avec Elliott Murphy (sur Night Lights dès 1976, Milwaukee, Party Girls / Broken Poets, New York / Paris) et il joue avec le groupe new-yorkais de Gary Lucas (ex-musicien de Captain Beefheart) Gods and Monsters (avec aussi  Jonathan Kane, ancien de The Swans).
Il a  coproduit Elliott Murphy (Milwaukee, New York / Paris), tout comme Arthur Russell (l'album World Of Echo), Jerry Harrison (l'album Casual Gods, le 45 tours Man With A Gun).
Il a habité en France où il a collaboré avec Jean-François Pauvros (dans les groupes "The Deep Blue Sea", avec Jonathan Kane, membre fondateur de The Swans et "les quatre filles de l'industrie") et Tony Truant (alias Antoine Massy-Perrier, ancien guitariste des Dogs).
Il a sorti en 1994, l'album Falling, They Get You (sur Last Call/New Rose), accompagné de Chris Spedding, Elliott Murphy, Rick Jaegger, Jerry Harrison, Arthur Russell.